# Philadelphia hangjai
A Philadelphia hangjai (eredeti cím: Brothers by Blood) 2020-ban bemutatott francia–amerikai–belga–holland bűnügyi filmdráma, melynek rendezője, forgatókönyvírója és producere Jeremie Guez. A forgatókönyv Pete Dexter 1991-es Brotherly Love című regénye alapján készült. A főbb szerepekben Matthias Schoenaerts, Joel Kinnaman, Maika Monroe, Paul Schneider, Nicholas Crovetti és Ryan Phillippe látható.
Világpremierje a Deauville-i Filmfesztiválon volt 2020. szeptember 8-án. Az Amerikai Egyesült Államokban 2021. január 22-én mutatta be a Vertical Entertainment.

## Cselekmény
A két unokatestvér, Peter és Michael testvérként nevelkedtek. Ők ír gyilkosok leszármazottai. Ahogy az olaszokkal való rivalizálás egyre brutálisabbá válik, Peter rájön, hogy az erőszak spiráljába kerültek, és hogy Michael egyre kiszámíthatatlanabbá válik. Megpróbál kitörni a bosszúállás végtelennek tűnő körforgásából.

## Szereplők
| Szerep        | Színész                        | Magyar hang     |
| ------------- | ------------------------------ | --------------- |
| Peter Flood   | Matthias Schoenaerts           | Makranczi Zalán |
| Peter Flood   | Nicholas Crovetti (gyerekként) |                 |
| Michael Flood | Joel Kinnaman                  | Welker Gábor    |
| Grace         | Maika Monroe                   |                 |
| Jimmy         | Paul Schneider                 | Rajkai Zoltán   |
| Charley Flood | Ryan Phillippe                 |                 |
| Phil Flood    | Felix Scott                    |                 |
| Leonard       | James Nelson-Joyce             |                 |
| Bono          | Antoni Corone                  | Németh Gábor    |
| Taylor        | Tim Ahern                      | Rosta Sándor    |
| Carlos        | Carlos Schram                  |                 |
| Ryan          | Tarek Hamite                   | Baráth István   |

## A film készítése
2018 májusában jelentették be, hogy Matthias Schoenaerts, Garrett Hedlund és Scoot McNairy szerepet kapott a filmben, amelynek forgatása augusztusban kezdődött volna Philadelphiában. 2019 februárjában jelentették be, hogy Joel Kinnaman, Ryan Phillippe Paul Schneider és Maika Monroe is csatlakozott a filmhez.
A forgatás 2019 márciusában kezdődött New York-ban.

## Bemutató
Világpremierje a Deauville-i Filmfesztiválon volt 2020. szeptember 8-án. Korábban a Tribeca Filmfesztiválon tartották volna 2020. április 19-én, mielőtt a fesztivált a COVID-19 világjárvány miatt lemondták volna. 2020 novemberében a Vertical Entertainment megvásárolta a film amerikai forgalmazási jogait, és 2021. január 22-én mutatták be.